# 滘坑桥
滘坑桥，位于中国广东省肇庆市四会市威整镇下闸村边，始建年代不详，至少不晚于在清代。现桥长25.5米、宽1.7米、高1.5米，用花岗岩石砌筑。2002年4月2日，列入四会市第二批文物保护单位。